# 汤旺河
汤旺河，黑龙江省河流，是松花江左岸支流，总长492公里。发源于伊春市汤旺县的乌伊岭。途经汤旺县、伊春区、南岔区、汤原县等15个县（市）区，最终在佳木斯市汤原县汤原镇中凤鸣村西流入松花江。
金朝称涛温水、屯河。元朝称桃温水。在汤原县汤旺河的西岸，有元朝桃温军民万户府古城遗址，即桃温万户府故城。明朝称托温江。清朝后期，河名汉化为汤旺河。
伊春市得名于汤旺河的支流伊春河。